# Gare d’Évreux-Normandie
Gare d’Évreux-Normandie – stacja kolejowa w Évreux, w departamencie Eure, w regionie Normandia, we Francji. Znajduje się na linii Mantes-la-Jolie – Cherbourg.
Jest stacją Société nationale des chemins de fer français (SNCF), obsługiwaną przez pociągi Intercités Normandie, TER Haute-Normandie i TER Basse-Normandie.